# P.J. Proby
P.J. Proby (nascido James Marcus Smith; 06 de novembro de 1936) é um cantor, compositor e ator norte-americano. Além de sua carreira musical, também retratou Elvis Presley e Roy Orbison em produções de teatro musical. O nome artístico P.J. Proby foi sugerido a ele por sua amiga Sharon Sheeley, que tinha tido um namorado com o mesmo nome na escola.
Proby registrou os singles "Hold Me", "Somewhere" e "Maria". Em 2006, comemorou seu 70º aniversário com a EMI lançando Best of the EMI Years 1961–1972. Proby continua a escrever e gravar músicas em sua própria gravadora independente, Select Records, e realiza vários concertos temáticos dos anos sessenta em todo o Reino Unido. Sua versão mais recente de música é The Enigma in Gold - Volume 1.

## Juventude e início da carreira
James Marcus Smith nasceu em Huntsville, perto de Houston, Texas, nos Estados Unidos, e foi educado na San Marcos Baptist Academy, Culver Military Academy e na Western Military Academy. Após a formatura, ele se mudou para a Califórnia para se tornar um ator de cinema e artista de gravação. Dado o nome artístico Jett Powers pelos maiores agentes de Hollywood Gabey, Lutz, Heller e Loeb, ele teve aulas de canto, e apareceu em filmes com papéis pequenos. Dois singles, "Go, Girl, Go" e "Loud Perfume", foram lançadas em um selo independente. Foi trazido por Sharon Sheeley à audição na Liberty Records, em 1961, e gravou uma série de singles sem sucesso para o rótulo. Em 1962 ele começou a escrever canções e gravar demos para artistas como Elvis Presley e Bobby Vee.

## Sucesso no Reino Unido
Proby viajou para Londres, depois de ser apresentado a Jack Good por Sheeley e Jackie DeShannon. Ele apareceu no especial de televisão dos Beatles em 1964. Sob a produção de Good, Proby marcou uma sequência de canções UK top 20 em 1964 e 1965, incluindo "Hold Me", "Together" (com os guitarristas de sessão Big Jim Sullivan e Jimmy Page), "Somewhere" e "Maria" (os dois últimos tirados do musical West Side Story). Além disso, de particular importância para os fãs dos Beatles, Proby gravou a composição de Lennon-McCartney "That Means a Lot", uma canção que os Beatles tinham tentado várias vezes antes de decidir doá-la.
Apesar desses sucessos, a carreira de Proby no Reino Unido gradualmente perdeu força depois de uma série de apresentações ao vivo controversas — incluindo um notório incidente de calças-rasgadas em uma mostra em fevereiro de 1965, em Croydon, Surrey — levou à proibição de desempenho pela rede ABC theatre, de seu homônimo programa de TV na BBC. Uma corrida de visitas de menores, em 1966, foi seguida por uma série de fracassos, e em março de 1968 "It's Your Day Today" deu ao artista sua última entrada nas paradas britânicas por quase 30 anos.

## Volta para os Estados Unidos
Em 1967, Proby registrou sua única canção top 30 no Billboard Hot 100 com "Niki Hoeky". Em Setembro de 1968, Proby gravou o álbum Three Week Hero, que foi lançado em 1969. Uma coleção de baladas em estilo country misturadas com blues, ele utilizou o New Yardbirds,— as vésperas de sua turnê na Escandinávia —, que viria a ser Led Zeppelin, como sua banda de apoio. O álbum foi produzido por Steve Rowland.

## Década de 1970
Em 1971, ele apareceu no palco como Cassio em uma versão musical rock de Otelo de Shakespeare, chamado Catch My Soul. Depois de Catch My Soul, ele continuou a atuar principalmente em cabarés e discotecas, cantando baladas da década de 1960 e canções de Rhythm and blues. Assinando com Good de novo em 1977, ele interpretou Elvis Presley em uma produção teatral de Elvis - The Musical, ganhando um prêmio de Melhor Musical do Ano.

## Década de 1990
Em 1985, Proby gravou uma versão de "Tainted Love" de Gloria Jones para a Savoy Records em Manchester, que foi seguido por outras versões covers da "Love Will Tear Us Apart", "Anarchy in the U.K.", a canção "Sign o' the Times" de Prince, "In the Air Tonight" e "Garbageman" para a mesma gravadora.
Em 1987, seu single "M9700 Hardcore", da Savoy Registros, creditou Madonna como "segundo vocal (convidado especial)", embora isto fosse manifestamente falso. Em 1989, o autor/compositor de Southport, Lancashire Ron Ellis gravou Proby cantando uma das composições de Ellis, "Hot California Nights".
No início de 1990, foi oferecido a Proby um contrato de gravação de John G. Sutton da J'Ace Records com sede em Preston. Isto levou ao lançamento de um single, "Stage of Fools", e um álbum, Thanks. Foi distribuído internacionalmente pela BMG.
A ITV Granada o destacou em um documentário em torno desta época. Posteriormente, o músico sofreu um ataque cardíaco durante as férias na Flórida, em 1992, que reduziram suas atividades até o ano seguinte. Em seguida, ele reapareceu em palco como consigo no musical biográfico Good Rockin' Tonight, seguido de uma atuação como Roy Orbison em Only the Lonely. Um ano mais tarde, Proby voltou para uma nova produção, Elvis - The Musical, e lançou o álbum Legend. O álbum contou com composições e contribuições de produção de Marc Almond, e Neal X do Sigue Sigue Sputnik. Um single resultante, "Yesterday Has Gone", um dueto com Almond, alcançou o número 58 no UK Singles Chart, no final de 1996.